# Сотников, Владимир Петрович
Владимир Петрович Сотников (1910, Курская губерния — 14 сентября 1990, Москва) — советский государственный деятель, министр сельского хозяйства РСФСР (1961—1963).

## Биография
Родился в семье учителя.
В 1928 г. — помощник агронома райколхозсоюза. С 1932 г. на преподавательской и научной работе.
В 1935 г. окончил Воронежский сельскохозяйственный институт. Кандидат сельскохозяйственных наук.
- 1935—1941 гг. — помощник агронома Белгородской машинно-тракторной станции (Курская область), почвовед, начальник отряда экспедиции Госземпроекта Курской области, ассистент кафедры почвоведения, заведующий Учебной частью, декан агрономического факультета Воронежского сельскохозяйственного института, член ВКП (б) с 1940 г.
- 1941—1945 гг. — научный руководитель, заведующий Отделом земледелия Тувинской опытной станции, заместитель начальника Тувинского областного отдела земледелия,
- 1945—1951 гг. — заместитель начальника Главного управления науки Народного комиссариата земледелия СССР, начальник Главного управления науки Министерства сельского хозяйства СССР,
- 1951—1955 гг. — заведующий сектором научных и учебных заведений Сельскохозяйственного отдела ЦК ВКП(б) — КПСС,
- 1956—1961 гг. — заведующий отделом, затем директор Института удобрений и агрономического почвоведения ВАСХНИЛ.
- 1961—1963 гг. — министр сельского хозяйства РСФСР.
- 1964—1965 гг. — ректор Куйбышевского сельскохозяйственного института
- 1965—1968 гг. — начальник Главного управления землепользования и землеустройства Министерства сельского хозяйства СССР.

С 1968 г. — директор Государственного научно-исследовательского института земельных ресурсов Министерства сельского хозяйства СССР.
Кандидат в члены ЦК КПСС в 1961—1966 гг. Депутат Верховного Совета СССР 6-го созыва.
Похоронен на Донском кладбище.

## Семья
Отец — Пётр Матвеевич Сотников.
Брат — Виктор Петрович Сотников (1906 — 1973) — лётчик, гвардии майор, заместитель командира 146 ГИАП по политчасти 9 ВИАК.